# Instituto Médico Nacional
El Instituto Médico  Nacional de México es una institución pionera en el estudio farmacológico, organizado y sistemático, de la flora medicinal de México. Surgió y se desarrolló al final del siglo XIX y principios del siglo XX cuando, el 6 de diciembre de 1888, se aprobó, en la Cámara de Diputados, el proyecto de creación de un instituto médico para darle una forma científica a la terapéutica nacional y completar los datos para la formación de cartas climatológicas, como base de la geografía médica del suelo mexicano. 
Para producir resultados visibles, los investigadores publicaron una obra titulada Materia Médica Mexicana, cuyos primeros tres tomos aparecieron en 1894, 1898 y 1900, respectivamente. En un año, lograron estudiar parcialmente y redactar 32 monografías de plantas con un uso medicinal. Durante este tiempo, el periodo más fructífero del proyecto de estudio de la flora y fauna medicinales nacionales, trabajaron a un ritmo forzado para la producción del primer tomo, intitulado Datos para la Materia Médica Mexicana.